# Bénigne Joly
Bénigne Joly (22. srpna 1644 Dijon – 9. září 1694 tamtéž) byl francouzský římskokatolický duchovní a zakladatel kongregace Sester Naší Paní Milosrdenství z Dijonu.

## Život
Narodil se 22. srpna 1644 v Dijonu. Pokřtěn byl v kostele svatého Jana. V osmi letech přišel o matku. Jeho otec Jacques byl tajemníkem burgundského parlamentu.
Vyrůstal ve zbožném prostředí, stejně jako jeho šestnáct sourozenců. Studoval u oratoriánů v Beaune a poté u jezuitů v Remeši. Od roku 1662 pokračoval ve studiu na Collège de Navarre a na Sorbonně. Dne 12. srpna 1672 obhájil doktorskou práci z teologie. V Paříži se dostal do kontaktu s lazaristy a sulpiciány. Dne 2. dubna 1672 byl v semináři Společenství zahraničních misií v Paříži vysvěcen na kněze.
Dne 29. května 1673 se stal arcijáhnem kostela Saint-Étienne v Dijonu. Začal také navštěvovat kostely, které byly součástí opatství Saint-Étienne de Dijon.
Jeho apoštolát se odehrával během vlády Ludvíka XIV., v době konfliktů, epidemií a hladomoru. Roku 1674 započal službu mezi chudými. Jeho raný apoštolát se odehrával v kapli svatého Vincence, nyní zničené, která tehdy sousedila se Saint-Étienne. Navštěvoval je v jejich domovech, poskytoval jim materiální pomoc a poučoval je ve víře. Jeho působení a služba se dostala do povědomí lidí všech společenských vrstev. Navštívili ho např. biskup Charles Le Goux de La Berchère nebo kardinál Étienne Le Camus.
Aby rozvíjel svůj apoštolát, založil k tomuto účelu Bratrstvo svatého Vincence. Pro chudé dívky pronajal dům, který se stal jejich útočištěm před chudobou. Vysloužil si přezdívku „Dobrý pastýř“. Založil také Chambre de la Providence (Dům Prozřetelnosti) pro domácí služebnictvo, které tehdy nemělo dobré životní podmínky. Chtěl se postarat o jejich hmotné potřeby a náboženskou výuku. Toto dílo po jeho smrti zaniklo. 
Navštěvoval též dvě městské nemocnice, kde pečoval o nemocné. Roku 1678 byl jmenován představeným nemocnice Notre Dame de la Charité a hospice Saint Anne. Pro službu nemocným založil kongregaci Špitálních sester Naší Paní Milosrdenství. Tato nová kongregace se velmi rychle rozrůstala.
Své působení rozšířil návštěvami dijonské věznice, kde se setkával se všemi druhy delikventů.
Zemřel 9. září 1694 na tyfus[nepřesný odkaz].

## Proces svatořečení
Proces byl zahájen 5. září 1872 v dijonské arcidiecézi. Dne 26. dubna 1909 uznal papež Pius X. jeho hrdinské ctnosti.